# 2019冠状病毒病根西岛疫情
2019冠状病毒病根西岛疫情，介绍在2019新型冠狀病毒疫情中，在根西岛发生的情况。

## 时间轴
2020年3月9日，根西岛确诊首例新冠肺炎病例，患者有特内里费岛旅行史。
3月20日，报告第2例确诊病例。患者从法国返回后出现症状，正自我隔离。
3月29日，根西島已經有39例確診病例。